# Station Osowiec Śląski
Station Osowiec Śląski is een spoorwegstation in de Poolse plaats Osowiec Śląski.